# 加默科 (新墨西哥州)
加默科（英語：Gamerco）是位於美國新墨西哥州麥金萊縣的普查規定居民點。

## 人口
根據2020年美國人口普查的數據，加默科的面積為2.48平方千米，皆為陸地。當地共有人口1343人，而人口密度為每平方千米541.53人。